# Опоры (село)
Опоры (укр. Опори) — село в Меденичской поселковой общине Дрогобычского района Львовской области Украины.
Население по переписи 2001 года составляло 1151 человек.
В селе открыто крупное газовое месторождение, которое было введено в эксплуатацию в 1940 г. В 1942 г. во время немецкой оккупации проложен первый межгосударственный газопровод Опары-Самбор-Сталёва-Воля (Польша) длиной 210 км, затем реконструированный силами «Укргаза» (1944—1945).
В селе расположено подземное хранилище газа (ПХГ).

## История
Первое упоминание о селе относится к 1492 году. Местные жители называют село —Опары. Согласно преданию название происходит от болотных вулканчиков, выбрасывающих на поверхность грязь, болотный газ и пар, которые называли «опар» или «опари».
По другому преданию, именно здесь татарские ордынцы встретили сильное «сопротивление» (укр. О́пір). Место битвы называли о́поры. В селе бытует легенда, что в старину здесь начался бунт против прорицателей — ворожбителей «опарів», «опирів» (упырей). Все они были казнены. За такой жестокий приговор соседи прозвали село Опарами.

## Известные уроженцы и жители
- Лозинский, Владислав (1843—1913) — польский историк, писатель, исследователь польской культуры, коллекционер.